# Municipio de Whited
El municipio de Whited (en inglés: Whited Township) es un municipio ubicado en el condado de Kanabec en el estado estadounidense de Minnesota. En el año 2010 tenía una población de 926 habitantes y una densidad poblacional de 11,65 personas por km².

## Geografía
El municipio de Whited se encuentra ubicado en las coordenadas 45°56′27″N 93°12′55″O / 45.94083, -93.21528. Según la Oficina del Censo de los Estados Unidos, el municipio tiene una superficie total de 79.46 km², de la cual 78,41 km² corresponden a tierra firme y (1,31 %) 1,04 km² es agua.

## Demografía
Según el censo de 2010, había 926 personas residiendo en el municipio de Whited. La densidad de población era de 11,65 hab./km². De los 926 habitantes, el municipio de Whited estaba compuesto por el 97,08 % blancos, el 0,32 % eran afroamericanos, el 1,08 % eran amerindios, el 0,43 % eran asiáticos, el 0,32 % eran de otras razas y el 0,76 % eran de una mezcla de razas. Del total de la población el 0,97 % eran hispanos o latinos de cualquier raza.